# 三好学生

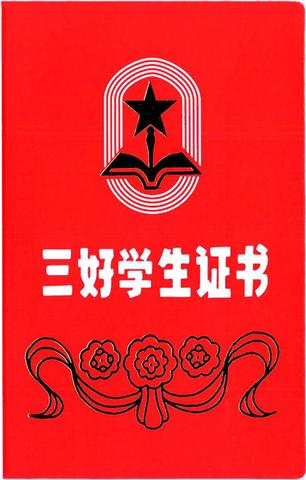
北京市市级三好学生证书封面

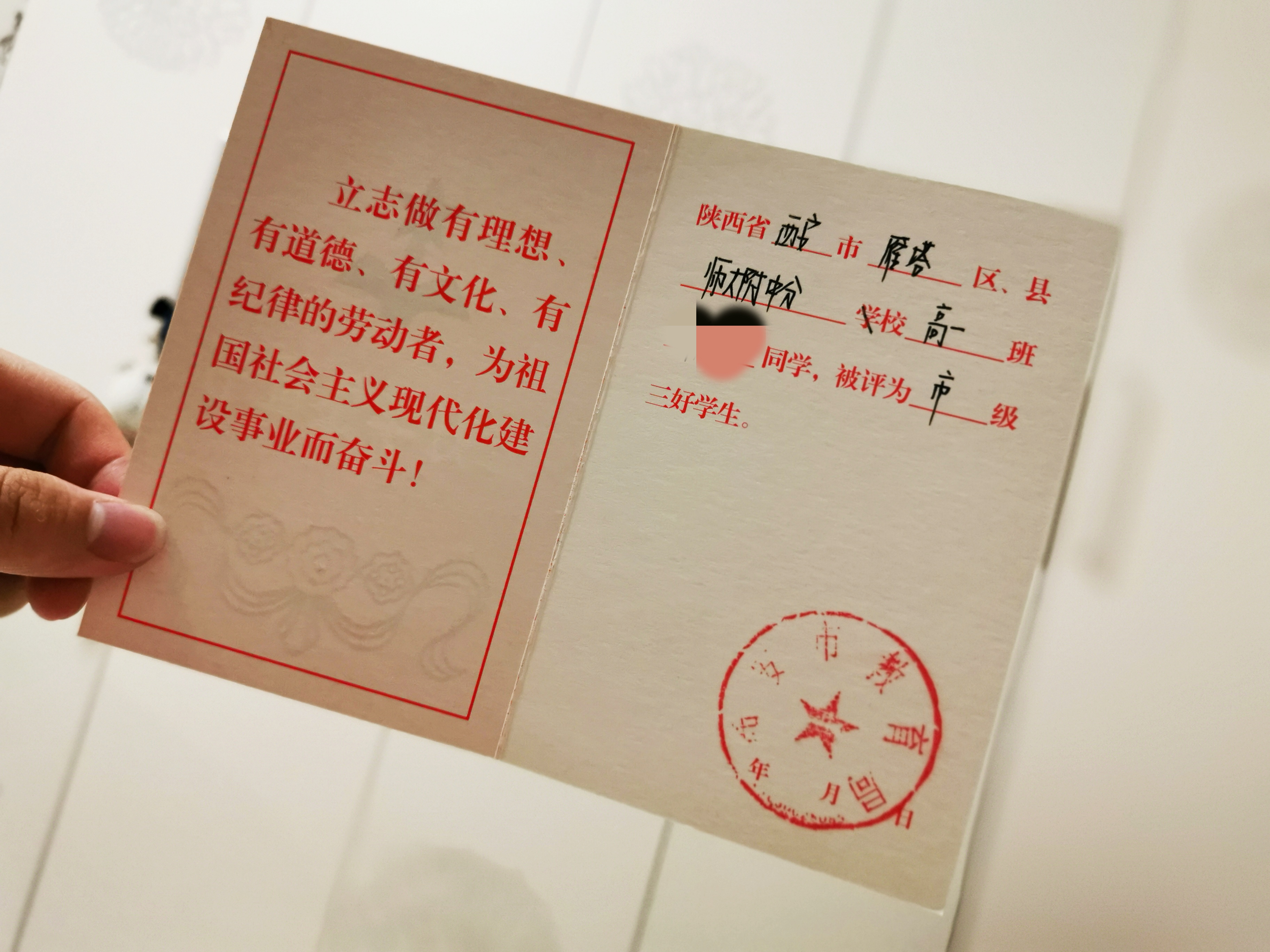
西安市三好学生证书的内页

三好学生是中华人民共和国的一种学生荣誉，表彰“思想品德好、学习好、身体好”的学生。“三好学生”的评选自1954年开始，以固定的评选比例、基本相同的衡量标准，在中国的所有大、中、小学校普遍推行。“三好”成为学生追求的目标和荣誉，也成为“好孩子、好学生”的同义词。

## 历史
1953年6月至7月，在中国新民主主义青年团第二次全国代表大会期间，毛泽东发表了《青年团的工作要照顾青年特点》的重要讲话，提出把“三好”作为青年团工作的方向，要求青年们做到“身体好，学习好，工作好”。
1957年2月，毛泽东在国务院扩大会议上发表题为《关于正确处理人民内部矛盾的问题》的讲话，指出：“我们的教育方针，应该使受教育者在德育、智育、体育几方面都得到发展，成为有社会主义觉悟的有文化的劳动者。”
文化大革命十年中，始终没有明确“三好学生”的地位。反而，由于全面否定了建国17年的教育战线成果，“三好学生”成了“白专学生”的同位语，取而代之的是“头上长角、身上长刺”的榜样形象。
在文革动乱结束后的拨乱反正过程中，“三好”被重新提出，并给予重申和肯定。
1978年，上海市恢复在大学实行“三好学生”，并将评定“三好学生”中的“身体好”那一条与通过国家大学生体育锻炼标准联系在一起。
1982年5月5日，教育部、共青团中央联合公布《关于在中学生中评选三好学生的试行办法》。规定“三好学生”的标准是：思想品德好，学习好，身体好。

## 现状
三好学生的待遇在20世纪末着重提高了。对于连续几年被评为“三好学生”的学生，在升学和分配上都给予优先选择的机会。
2004年，国家教育学会会长顾明远提出“‘三好学生’评选应废除”。与此同时，评选“三好生”习惯已经逐渐被一些学校淡化了，例如：
- 1996年，北京光明小学以“我能行”活动取代了“三好生”评选；
- 2003年，武汉25中以“阳光少年”代替了“三好学生”评选；
- 抚顺北台小学以16个单项奖和3个综合奖的设立取代了“三好学生”评选；

而三好生的特殊待遇在中国的多个省市被逐步取消：
- 2004年，上海市淡化“三好学生”称呼，改称为优秀队员和优秀团员；
- 2004年，大连市中小学不再把评“三好学生”作为学校工作的一项固定内容；
- 2005年，湖北省“三好学生”在升学时将不再予以加分。[2]

## 另見
- 五育